# Птичје купалиште
„Птичје купалиште” је југословенски ТВ филм из 1972. године. Режирао га је Арсеније Јовановић а сценарио је написао Леонард Мелфи.

## Улоге
| Глумац                 | Улога  |
| ---------------------- | ------ |
| Јелисавета Сека Саблић | Велма  |
| Ивица Видовић          | Френки |